# Tryftong

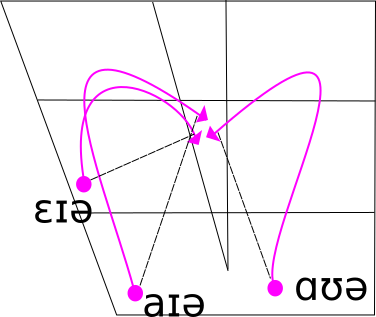
Angielskie tryftongi

Tryftong (stgr. τρίφθογγος, tri „trzy” i phthóngos „dźwięk”) – pojedyncza samogłoska (na ogół długa) o zmiennym przebiegu artykulacji, co sprawia, że ucho ludzkie słyszy trzy dźwięki, mimo że są one zespolone niejako w jeden i mają właściwości pojedynczej samogłoski, np. angielskie słowo tyre /taɪə/, w którym występuje tryftong /aɪə/. Jeżeli między dwiema samogłoskami leży granica sylaby, nie jest to tryftong, lecz rozziew (hiatus), np. w „na-uka”. Tryftongom przeciwstawia się dyftongi i monoftongi.

## Przykłady
Język angielski
- /eɪə/: layer /leɪə/
- /aɪə/: tyre /taɪə/
- /ɔɪə/: loyal /lɔɪəl/
- /əʊə/: coalition /kəʊəˈlɪʃən/
- /aʊə/: tower /taʊə/

Język hiszpański
- leer – leyendo
- huir – huyendo